# Glaciations alpines
Les glaciations alpines sont des périodes glaciaires du Pléistocène, identifiées au début du XXe siècle par deux géologues allemands, Albrecht Penck et Eduard Brückner, à travers l'étude des traces laissées par les anciens glaciers dans les vallées et les piémonts du massif alpin. Ces périodes ont reçu le nom d'affluents du Danube, situés en Bavière et dans le Bade-Wurtemberg, en Allemagne.
Ce découpage est devenu obsolète depuis l'émergence de la chronologie isotopique, fondée sur les stades isotopiques de l'oxygène, qui permet de distinguer de manière bien plus fine et précise les phases glaciaires et interglaciaires du Pléistocène, et ce à l'échelle de la planète entière et pas seulement en Europe centrale. La seule exception est la dernière période glaciaire, dite glaciation de Würm dans les Alpes, dont l'existence a été confirmée par la chronologie isotopique. 

## Tableau récapitulatif
| Subdivisions lithostratigraphiques | Équivalent alpin               | Équivalent nordique        | Climat | Chronologie isotopique | Biozone des mammifères, |
| Tubantien                          | Glaciation de Würm             | Vistulien                  | Froid  | SIO 4-2 ou SIO 5d-2    | MNQ 26                  |
| Éémien                             | Interglaciaire Riss-Würm       | Éémien                     | Chaud  | SIO 5e                 | MNQ 25                  |
| Drenthien                          | Glaciation de Riss             | Saalien                    | Froid  | SIO 10-6 ou SIO 8-6    | MNQ 22-24               |
| Needien                            | Interglaciaire Mindel-Riss     | Holsteinien                | Chaud  | SIO 11                 | MNQ 22                  |
| Taxandrien                         | Glaciation de Mindel           | Elstérien (ou « Günz II ») | Froid  | SIO 10 ou SIO 12       | MNQ 22                  |
| Cromérien                          | Interglaciaire de Günz I et II | Cromérien                  | Chaud  | SIO 22-13              | MNQ 21                  |
| Ménapien                           | Glaciation de Günz             | Ménapien et Bavélien       | Froid  | SIO 20-16 ou SIO 31-23 | MNQ 20                  |
| Waalien                            | Interglaciaire Donau-Günz      | Waalien                    | Chaud  |                        | MNQ 19                  |
| -                                  | Glaciation de Donau            | Éburonien                  | Froid  | SIO 28-26              |                         |
| Tiglien                            | Interglaciaire Biber-Donau     | Tiglien                    | Chaud  |                        |                         |
| Amstélien (nl)                     | Glaciation de Biber            | Prétiglien                 | Froid  | SIO 68-66 ou SIO 50-40 | MNQ 18                  |
| ---------------------------------- | ------------------------------ | -------------------------- | ------ | ---------------------- | ----------------------- |

## Glaciation de Biber
La glaciation de Biber, ou Prétiglien en Europe du Nord, est datée de 2 588 000 à 2 560 000 ans (transition Plaisancien - Gélasien).

## Interglaciaire Biber-Donau
L'interglaciaire Biber-Donau, ou Tiglien en Europe du Nord, est daté de 2 560 000 à 1 806 000 ans.

## Glaciation de Donau
Donau est le nom allemand du Danube.
La glaciation de Donau, ou Éburonien en Europe du Nord, est datée de 1 806 000 à 1 500 000 ans (transition Gélasien - Calabrien).

## Interglaciaire Donau-Günz
L'interglaciaire Donau-Günz, ou Waalien en Europe du Nord, est daté de 1 500 000 à 1 200 000 ans.

## Glaciation de Günz
La glaciation de Günz, ou Bavélien-Ménapien en Europe du Nord (deuxième partie du Calabrien).

## Glaciation de Riss
La glaciation de Riss, ou Saalien en Europe du Nord, a été nommée d'après la rivière Riß, dans le Bade-Wurtemberg.
Elle était l'avant-dernière période glaciaire du Pléistocène.
Elle s'étendait entre 300 000 (ou 374 000) et 130 000 ans.
Elle correspond aux stades isotopiques 6 à 8 (ou 6 à 10).

## Interglaciaire Riss-Würm
L'interglaciaire Riss-Würm, ou Éémien en Europe du Nord.

## Glaciation de Würm
La glaciation de Würm a reçu le nom d'un affluent indirect du Danube, la Würm : la Würm est un affluent de l’Ammer, connue aussi sous le nom de Amper. L'Ammer ou Amper est un affluent de l’Isar, lui-même un affluent du Danube.
La glaciation de Würm s'étend de 115 000 à 11 700 ans avant le présent.